# Латинский фестиваль
Латинский фестиваль, или Латинское празднество (лат. Feriae Latinae), — древнеримский праздник, отмечаемый в апреле на горе Альбан (лат. mons Albanus), второй по высоте из Альбанских гор.
Дата празднования могла меняться,она определялась и объявлялась консулами каждый год, когда они вступали в должность. Это был один из самых древних праздников, отмечаемых римским государством, и предполагается, что он предшествовал основанию Рима (753 год до н. э.): с исторической точки зрения он относится к до-городской пастушеской эпохе. Он продолжал проводиться и в III веке н. э., а, возможно, — и позже.
Обряд празднования был подтверждением дружбы между членами Латинского союза, и на протяжении всего фестиваля соблюдалось перемирие. Каждый латинский город присылал своего представителя и подношения, такие, как овцы, сыр или другие продукты скотоводства. Председательствующий римский консул совершал возлияние молока и проводил жертвоприношение чистокровной белой тёлки, никогда не запрягавшейся, Юпитеру Латиарию. Мясо употреблялось в пищу как часть общей трапезы в качестве таинства (сакрамента), разделяясь между делегатами от каждого города в соответствии с конкретными правилами, определяющими место каждого в Союзе. В рамках празднования украшения под названием осцилла (oscilla) были развешаны на деревьях.
При проведении Латинского фестиваля обязательно должны были присутствовать консулы, оставив городского префекта (Praefectus urbi) ответственным за Город. Если консулы вынужденно отсутствовали (например, если они вели войну), для наблюдения за праздником назначался диктатор. Консулы не должны были разъезжаться по своим провинциям до окончания фестиваля.